# Gheorghe Ghipu
Gheorghe Ghipu (n. 30 septembrie 1954, Dascălu, România) este un fost atlet român, specializat în alergări de semifond.

## Carieră
Atletul este multiplu campion național și balcanic la 800 m și 1500 m. La vârsta de 17 ani a participat la Jocurile Olimpice din 1972. Anul următor a cucerit la Duisburg medalia de aur la Campionatul European de Juniori la 1500 m. În 1974 a participat la Campionatul European dar nu s-a calificat în finală.
Apoi a câstigat trei medalii de bronz la rând la Campionatul European în sală din 1975 de la Katowice, la Universiada din 1975 de la Roma și la Campionatul European în sală din 1976, la München. A participat și la Olimpiada din 1976 dar nu a reușit să se califice în finală.
În 2004 el a primit Medalia „Meritul Sportiv” clasa I.

## Realizări
| An   | Competiție                               | Locație            | Loc | Eveniment | Note    |
| ---- | ---------------------------------------- | ------------------ | --- | --------- | ------- |
| 1972 | Jocurile Olimpice                        | München, Germania  | 36  | 800 m     | 1:50,1  |
| 1973 | Campionatul European de Juniori (sub 20) | Duisburg, Germania | 1   | 1500 m    | 3:45,78 |
| 1974 | Campionatul European                     | Roma, Italia       | 11  | 800 m     | 1:47,00 |
| 1974 | Campionatul European                     | Roma, Italia       | 13  | 1500 m    | 3:43,4  |
| 1975 | Campionatul European în sală             | Katowice, Polonia  | 3   | 1500 m    | 3:45,4  |
| 1975 | Universiada                              | Roma, Italia       | 3   | 1500 m    | 3:41,2  |
| 1976 | Campionatul European în sală             | München, Germania  | 3   | 1500 m    | 3:46,1  |
| 1976 | Jocurile Olimpice                        | Montreal, Canada   | 20  | 1500 m    | 1:50,1  |
| 1977 | Universiada                              | Sofia, Bulgaria    | 19  | 1500 m    | 3:46,6  |

## Recorduri personale
| Probă          | Performanță  | Dată              | Locație   |
| -------------- | ------------ | ----------------- | --------- |
| 800 m          | 1:46,37 RN20 | 5 august 1973     | Nisa      |
| 1500 m         | 3:38,4       | 4 octombrie 1975  | București |
| 1500 m în sală | 3:45,1       | 21 februarie 1976 | München   |